# Boy (U2)
| Recensione    | Giudizio           |
| ------------- | ------------------ |
| Ondarock      | Consigliato (7/10) |
| AllMusic      |                    |
| Rolling Stone |                    |

Boy è il primo album in studio del gruppo musicale irlandese U2, pubblicato il 20 ottobre 1980 dalla Island Records.
Il concept di Boy fu estrapolato dal frontman Bono in risposta a varie esperienze e sperimentazioni artistiche che il gruppo soleva inaugurare nei loro primi anni di carriera sul finire degli Anni Settanta, accompagnate da una crescente nostalgia degli eventi significativi del passato, interpretata dagli stessi U2 come segnali di maturazione ed espressività; come filo conduttore dei brani musicali del disco vi è il delicato argomento della transizione dall'adolescenza all'età adulta, che all'epoca toccava ogni componente della band in prima persona. L'album fu di conseguenza caratterizzato da una forte introspettiva ed emotività, che lo resero una delle opere più dirette e suggestive nell'intera discografia del gruppo di Dublino.
Boy venne interamente inciso e realizzato presso gli Windmill Lane Studios da luglio e settembre del 1980 sotto la direzione di Steve Lillywhite, con cui il gruppo sancì un sodalizio professionale destinato a durare fino all'uscita di War nel 1983; originariamente il progetto doveva essere affidato alla produzione di Martin Hannett, che curò l'uscita del primo singolo inglese degli U2 11 O'Clock Tick Tock. L'album ricevette una calda accoglienza da parte della critica musicale e promosso dal singolo apripista I Will Follow, nonché dal Boy Tour, un'intensa serie di concerti negli Stati Uniti e in Europa. Nel 2003, Boy fu inserito al 417º posto nella lista dei 500 migliori album di tutti i tempi stilata da Rolling Stone.

## Il disco

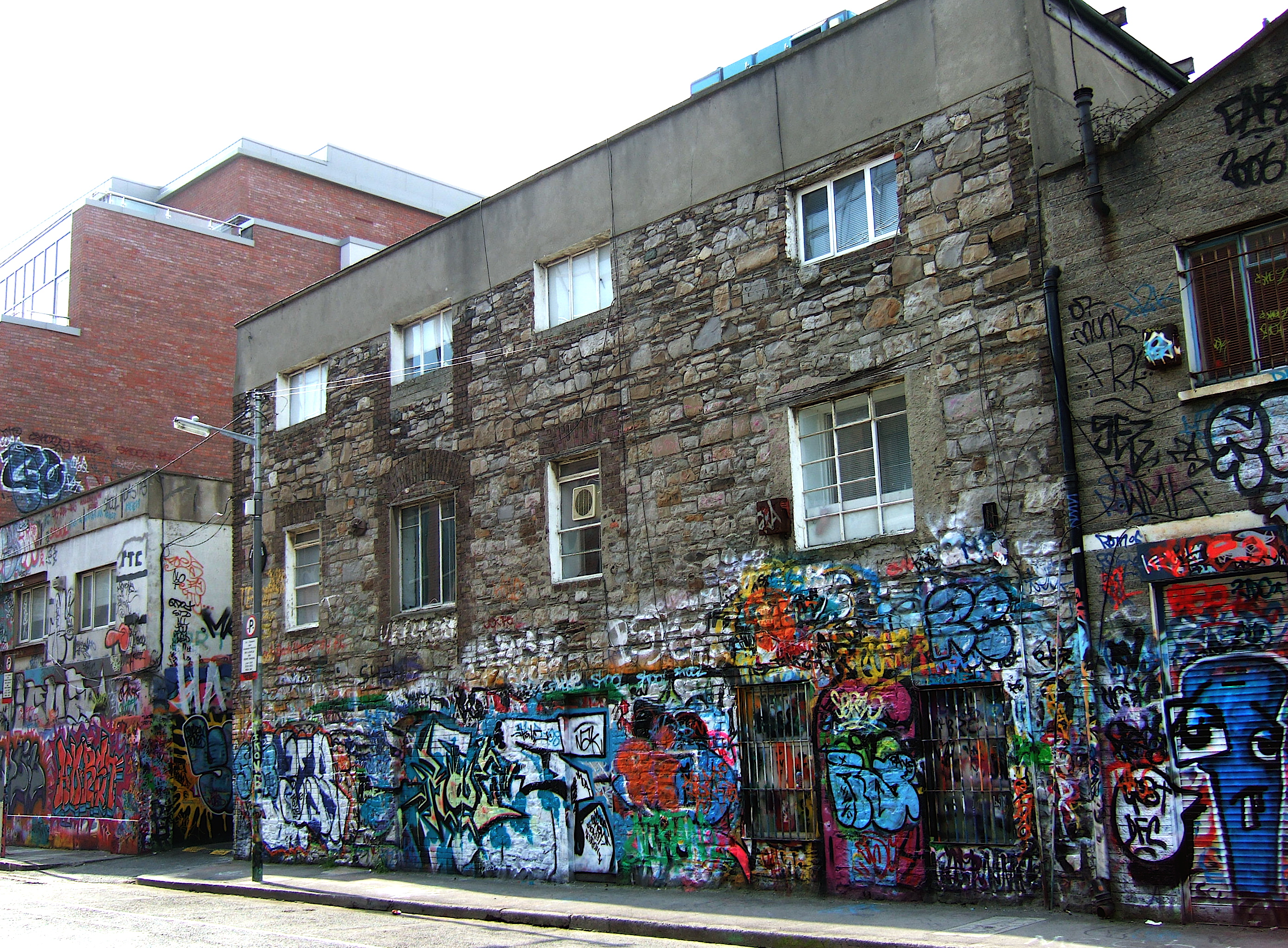
Gli Windmill Lane Studios, a Dublino, famosi per i loro graffiti, dove è stato registrato l'album.

Secondo gli accordi raggiunti nel gennaio 1980 con l'Island Records, Boy doveva essere inizialmente prodotto da Martin Hannett, uno dei principali specialisti della scena musicale britannica dei tardi anni settanta, come testimoniava il fruttuoso successo raggiunto dopo aver stretto un contratto discografico con i Joy Division. Il tragico suicidio di Ian Curtis il 18 maggio 1980 sconvolse profondamente Hannett, tanto che richiese una sospensione di tutte le attività legate ai nuovi progetti dei due gruppi musicali. Il produttore discografico Steve Lillywhite, personalità molto nota sulla corrente scena post-punk, si accordò con la band per la pubblicazione del loro primo singolo A Day Without Me, in uscita nell'agosto 1980. Nonostante gli scarsi introiti e il mancato ingresso del brano nella Official Singles Chart, gli U2 riuscirono comunque a sfoggiare la propria creatività emotiva, dando ulteriore spinta a nuovi elementi sperimentali e facendo risorgere il punk rock.
L'album venne registrato presso gli Windmill Lane Studios di Dublino, da luglio a settembre del 1980, in un processo di lavorazione spartito in due sessioni ben distinte. Lillywhite aveva già messo piede agli Windmill in qualità di produttore per il brano musicale Hong Kong Garden degli Siouxsie and the Banshees, annoverati tra i principali pionieri del genere glockenspiel e di cui gli U2 erano grandi appassionati e conoscitori. Con la lavorazione del disco furono inoltre esplorate tecniche di incisione del tutto innovative all'epoca, come il metodo con il quale le basi, una volta registrate, furono fatte girare più veloci in fase di sovraincisione della voce, processo reso possibile dalla notevole acustica delle sale. Alcune delle canzoni, come An Cat Dubh e The Ocean, furono registrate direttamente in studio, mentre altre, come Stories for Boys, Out of Control e Twilight, vennero riprese dal catalogo personale di brani musicali suonati dal vivo in precedenza dal gruppo. L'intera tracklist di Boy vede inoltre la costante presenza della chitarra elettrica, in particolare la Gibson Explorer di The Edge, modello del 1976.

## Copertina
Il bambino sulla copertina è Peter Rowen, a 5 anni, fratello di Guggi, amico di Bono. Peter è anche presente sulle copertine di Three (1979), War (1983), The Best of 1980-1990 (1998) e Early Demos.
La copertina è stata progettata da Steve Averill, che ha curato quasi tutte le successive copertine degli U2.
La copertina consiste nella foto (dalle spalle in su) di un bambino sui 6 anni, a torso nudo e con le mani alzate dietro alla testa, gli occhi aperti ed un'espressione neutra (la copertina di War - "guerra" - lo mostrerà nella stessa posizione ma con espressione accigliata e bocca ferita); la foto è in bianco e nero, trattata in modo da avvicinarsi a un disegno, discostandosi da una foto particolareggiata.
Tale immagine è stata cambiata per gli Stati Uniti, per ovviare alle infondate accuse di pedo-pornografia e i conseguenti danni d'immagine. Negli USA e in Canada sulla copertina ci sono i volti dei quattro membri della band.

## Tracce
Testi e musiche di Adam Clayton, The Edge, Bono, Larry Mullen Jr..
1. I Will Follow – 3:40
2. Twilight – 4:22
3. An Cat Dubh – 4:46
4. Into the Heart – 3:27
5. Out of Control – 4:12
6. Stories for Boys – 3:04
7. The Ocean – 1:34
8. A Day Without Me – 3:12
9. Another Time, Another Place – 4:31
10. The Electric Co – 4:47
11. Shadows and Tall Trees – 5:13

## Formazione

### Gruppo
- Bono – voce
- The Edge – chitarra, cori, pianoforte ("A Day Without Me")
- Adam Clayton – basso
- Larry Mullen – batteria

### Altri musicisti
- Steve Lillywhite - glockenspiel

### Produzione
- Steve Lillywhite – produzione
- Paul Thomas – ingegneria del suono
- Kevin Moloney – assistente ingegneria del suono
- John Dent – masterizzazione

## Tour promozionale
Per promuovere l'album, il gruppo intraprese il Boy Tour, partito dal General Wolfe di Coventry il 6 settembre 1980, e conclusosi al Théâtre Le Palace di Parigi il 21 febbraio 1981.

## Curiosità
- Boy è l'unico album insieme a The Joshua Tree e Achtung Baby del quale tutte le canzoni (comprese quelle dei lati B) sono state suonate dal vivo.
- Boy è seguito all'EP Three, su cui si trovano alcune versioni di Out Of Control e Stories For Boys, così come un'altra canzone dal titolo Boy/Girl.
- Le prime versioni del vinile contengono una versione strumentale di 30 secondi di Fire dopo Shadows And Tall Trees, poi aggiunta all'album October (1981).
- Il 18 luglio 2008 è uscita una versione remastered di Boy in tre versioni: L'edizione standard con booklet nuovo, una versione a doppio cd con B-sides e rarità e una versione da 180g in vinile.
- Boy vede la presenza della corista olandese Alice Pink Pank, trasferitasi poi in Brasile per tentare una carriera di cantante solista.